# 25 éves jubileumi koncert (Ossian)
A 25 éves jubileumi koncert az Ossian zenekar 2011-ben megjelent harmadik koncertlemeze. A dupla audio CD, valamint az azonos című DVD videó felvétele a Petőfi Csarnokban 2011. május 21-én tartott koncerten készült.

## Dalok

### CD 1
1. A heavy metal születése(Intro)
2. A rock katonái
3. Negyedszáz
4. 15 perc
5. Viharban létezett
6. Tűzkeresztség II.
7. Az lesz a győztes
8. Rock and Roll démon
9. A pokolnál hangosabb
10. Amikor még...
11. Külvárosi álmok
12. Árnyékból a fénybe
13. Ítéletnap
14. V. magyar tánc (Johannes Brahms)
15. Dobszoló

### CD 2
1. Többet ér mindennél
2. Desdemona
3. Élő sakkfigurák
4. Magányos angyal
5. A magam útját járom
6. Acélszív'
7. A sátán képében
8. Éjféli lány
9. Szenvedély
10. Rocker vagyok
11. Nincs menekvés
12. Mire megvirrad
13. Csendesen  (outro)

### DVD
1. A heavy metal születése (intro)
2. A rock katonái
3. Negyedszáz
4. 15 perc
5. Viharban létezett
6. Tűzkeresztség II.
7. Az lesz a győztes
8. Rock and Roll démon
9. A pokolnál hangosabb
10. Amikor még...
11. Külvárosi álmok
12. Árnyékból a fénybe
13. Ítéletnap
14. V. magyar tánc (Johannes Brahms)
15. Dobszoló
16. Többet ér mindennél
17. Desdemona
18. Élő sakkfigurák
19. Magányos angyal
20. A magam útját járom
21. Acélszív'
22. A sátán képében
23. Éjféli lány
24. Szenvedély
25. Rocker vagyok
26. Nincs menekvés
27. Mire megvirrad
28. Csendesen  (outro)

## Zenekar
- Paksi Endre – ének, basszusgitár (Többet ér mindennél)
- Rubcsics Richárd – gitár ,kórus
- Wéber Attila – gitár , kórus
- Erdélyi Krisztián – basszusgitár, kórus, billentyűs hangszerek (Többet ér mindennél)
- Hornyák Péter – dobok

## Vendégek
- Kalapács József – ének (Magányos angyal; A magam útját járom)
- Szíjártó Zsolt – gitár (V. magyar tánc)